# ミンスキン
ミンスキン（英:Minskin)は猫の品種の一つ。原産国はアメリカ

## 歴史
近年マンチカンに他の品種を掛け合わせ新しい品種を試みが広く行われており、そのような実験的な品種としては、キンカロー（×アメリカンカール）ジェネッタ(×ベンガル、オリエンタルSH、サバンナ、雑種）、スクーカム（×ラパーマ）、ラムキン（×セルカークレックス）、バンビーノ（×スフィンクス）Dwelf(×アメリカン・カールとスフィンクス）、ナポレオン（×ペルシャ）などがいるがそのうちの一つである。
1998年にボストンのブリーダーがマンチカンとスフィンクスの両者の特徴を併せ持つ品種として作出を介したものである。
交配には他に、バーミーズも使われた。
この猫種は現在ＴＩＣＡのPreliminary New Breedsで登録されている。
名前のはマンチカンから受け継いだ短い脚（ミニチュアの脚）とスフィンクスの無毛の（皮膚）に由来する。

## 特徴
サイズは小さいがセミコビータイプでがっしりしている。
脚はマンチカンから受け継ぎ短い。
頭は丸みがあり、耳は大きく、目は丸みがあって大きい。
大人になっても子猫に見える。
性格は社交的で活発である。
脚は短いが高いところに上ることのできる跳躍力を持つ。